# Джонс, Данкан
Да́нкан Зо́уи Хе́йвуд Джонс (англ. Duncan Zowie Haywood Jones; 30 мая 1971, Лондон), также известен как Зоуи Боуи или Джоуи Боуи — британский кинорежиссёр, известный по фильмам «Луна 2112» (2009), «Исходный код» (2011), «Варкрафт» (2016) и «Немой» (2018). Сын рок-музыканта Дэвида Боуи.

## Детство и личная жизнь

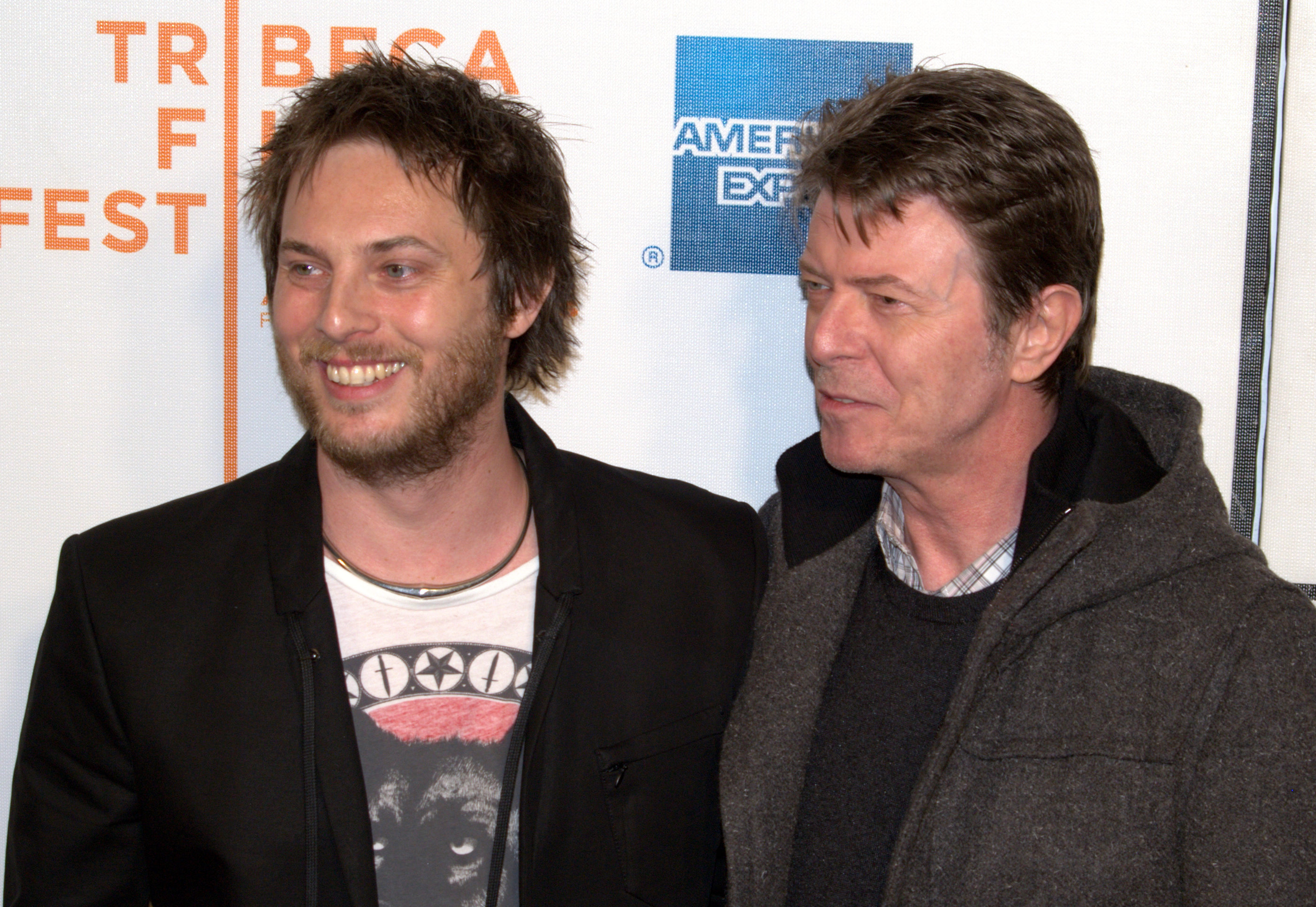
Данкан со своим отцом Дэвидом Боуи.

Данкан — единственный ребёнок от брака Дэвида Боуи (настоящее имя Дэвид Роберт Джонс) и его первой жены, бывшей американской модели Мэри Анджелы Барнетт. Он родился в Бекнемской больнице в Южном Лондоне. Рождение сына побудило Боуи написать песню «Kooks» из его альбома Hunky Dory 1971 года. Данкан Джонс — единокровный брат Александрии «Лекси» Джонс (англ. Alexandria "Lexi" Jones), родившейся в 2000 году от второго брака его отца с супермоделью Иман. Также у него есть сестра Стэсия Ларрэнна Селеста Липка (англ. Stacia Larranna Celeste Lipka), родившаяся в 1980 году от романа его матери с музыкантом Дрю Бладом (англ. Drew Blood, настоящее имя Andrew Lipka) и сводная сестра Залекха Хейвуд (англ. Zulekha Haywood) 1978 года рождения — дочь Иман и бывшего игрока НБА, баскетболиста Спенсера Хейвуда, первого мужа Иман.
В детстве Данкан жил в разных городах: Берлине, Лондоне и Веве (Швейцария), где он посещал первый и второй класс в Школе Содружества и Америки (англ. Commonwealth-American School). Когда Дэвид и Анджела в феврале 1980 года развелись, Дэвиду Боуи предоставили опеку над 9-летним сыном (который был тогда известен как Зоуи). Данкан посещал свою мать во время школьных каникул. В 14 лет он поступил в престижную шотландскую школу-интернат Гордонстаун. Будучи ребёнком он мечтал когда-нибудь стать профессиональным борцом, и его отец часто говорил, что Данкан обладает большой силой от природы.
Около 12 лет Зоуи решил, что он предпочел бы называться Джои, и некоторое время использовал это прозвище, которое позднее сократилось до Джо. Его отец говорил по этому поводу: «Если, когда он станет достаточно взрослым, чтобы беспокоиться о своем имени, и оно ему разонравится, он всегда может поменять его или взять псевдоним. Я считаю это нормальным» (англ. «If, when he gets old enough to care about his name, he doesn't like it, he can always change it or give himself a nickname. It's OK by me»). По сообщениям прессы, Данкан ещё звался Джо в 1992 году, когда присутствовал на свадьбе отца и Иман, где он был шафером. Данкан приехал со своей тогдашней подругой Дженнифер Ичида (англ. Jennifer Ichida).
По данным «Нью-Йорк Таймс», он вернулся к своему оригинальному имени, Данкан Джонс, в возрасте около 18 лет.
6 ноября 2012 года Данкан женился на фотографе Родин Ронквилло. В этот же день, у неё был обнаружен рак груди и через два дня Родин была успешно прооперирована. Пара активно занимается привлечением внимания общественности к проблеме раннего обнаружения рака груди.
10 июля 2016 года в семье Джонса появился первенец. Он был назван в честь деда — Стентон Дэвид Джонс.

## Колледж и выбор профессии
К 1995 году он окончил колледж Вустера со степенью бакалавра по философии.
Затем он продолжил обучение на степень кандидата наук в Университете Вандербилта (Теннесси, США), но уехал до окончания учёбы, чтобы посещать Лондонскую кинематографическую школу, которую он закончил в качестве режиссёра.
Данкан Джонс был одним из операторов во время транслировавшейся по телевидению вечеринки по случаю пятидесятилетия его отца, снятой режиссёром Англичанином Тимом Поупом (англ. Englishman Tim Pope) в Медисон-сквер-гарден, а также на двух концертах BowieNet в нью-йоркском Roseland Ballroom, в июне 2000 года.

## FCUK — Fashion vs Style
В 2006 году Данкан Джонс руководил пиар-кампанией модного бренда French Connection United Kingdom. Концепция «Мода против Стиля» (Fashion vs Style) была призвана оживить бренд и отодвинуть его от прежней стилистики «FCUK», которую эксперты считали скучной и избыточной.
Реклама была запущена в феврале 2006 года: в ролике были показаны две женщины (которые олицетворяли моду и стиль), дерущиеся и изредка целующиеся между собой.
Реклама вызвала 127 жалоб в Органы Стандартов В Рекламе, но жалобы не повлекли каких-либо последствий.

## Текущие проекты
На волне успеха фильма «Луна 2112» Джонс в 2009 году планировал продолжение, которое будет служить эпилогом оригинальному фильму. «Сэм согласился сыграть эпизодическую роль в следующем фильме», — говорит Джонс, который в конечном счете надеется снять три фильма в цикле «Луна 2112».
В 2009 году было объявлено, что он будет руководить съемкой художественного фильма по мотивам романа Алекса Кершава: «Escape from the Deep: The Epic Story of a Legendary Submarine and Her Courageous Crew».
Джонс также обмолвился, что будет снимать «ещё один научно-фантастический фильм, под названием „Немой“, действие которого будут происходит в футуристическом Берлине. Частично вдохновленный „Бегущим по лезвию“, „Немой“ — маленькое любовное письмо этому фильму». Фильм, действие которого будет разворачиваться в футуристическом Берлине, начинается с исчезновения женщины, которое пытается раскрыть её бойфренд, немой бармен. Он должен вступить в противостояние с бандитами города, чтобы разгадать эту тайну. Действие фильма происходит в том же времени, что и «Луна 2112», и предполагает эпизодическое появление главного героя этого фильма — Сэма Белла (в исполнении Сэма Рокуэлла).
Данкан Джонс срежиссировал проект киностудии Summit Entertainment, научно-фантастический триллер «Исходный код», продюсером которого стал Марк Гордон. Актёр Джейк Джилленхол исполнил главную роль в этом фильме.
Джонс был одним из кандидатов на место режиссёра нового фильма о Супермене.

## Фильмография
- 2002 — Свист / Whistle (короткометражный фильм)
- 2009 — Луна 2112 / Moon
- 2011 — Исходный код / Source Code
- 2016 — Варкрафт / Warcraft[21][22]
- 2018 — Немой / Mute
- 2025 — Rogue Trooper / Rogue Trooper (мультфильм)

## Награды и номинации
Первый художественный фильм Джонса, «Луна 2112», был номинирован на 7 британских Независимых Кинонаград и выиграл 2, обе достались Джонсу. Фильм был также номинирован на две премии BAFTA в 2010 году и выиграл одну. Кроме того, фильм получил в общей сложности 19 других номинаций и побед на кинофестивалях.
- British Independent Film Award — Лучший фильм (2009)
- British Independent Film Award — Приз Дугласа Хикокса за лучший режиссёрский дебют (The Douglas Hickox Award) (2009)
- Athens International Film Festival; Golden Athena Award (2009)
- Edinburgh International Film Festival — Лучший новый британский полнометражный фильм (2009)
- Espoo Ciné International Film Festival; Méliès d’Argent Prize за лучший европейский фантастический фильм (2009)
- National Board of Review, USA; Spotlight Award (2009)
- Dinard British Film Festival; Silver Hitchcock (2009)
- BAFTA — Лучший дебют британского сценариста, режиссёра или продюсера (2010)
- London Critics Circle Film Awards — Британский режиссёр-открытие (2010)
- Gérardmer Film Festival — Critics Award (2010)
- Gérardmer Film Festival — Special Jury Prize (2010)
- Hugo Award — Лучшая постановка (2010)

- Номинация: British Independent Film Award — Лучший режиссёр (2009)
- Номинация: Chicago Film Critics Association Awards — Самый многообещающий режиссёр (2009)
- Номинация: BAFTA Award — Лучший британский фильм (2010)
- Номинация: London Critics Circle Film Awards — Лучший режиссёр (2010)
- Номинация: Hugo Award — Лучшая постановка (2012)
- Номинация: Science Fiction Writers of America — Премия Рэя Брэдбери (2012)